# Boris Barberić
Boris Barberić (Zagreb, 11. siječnja 1976.) hrvatski je kazališni, televizijski i filmski glumac.

## Filmografija

### Televizijske uloge
- "Uspjeh" kao doktor (2019.)
- "Novine" kao zatvorski liječnik (2018.)
- "Rat prije rata" kao Vlado Marić (2018.)
- "Prava žena" (2016.)
- "Larin izbor" kao gdin. Leko (2013.)
- "Zakon ljubavi" kao Davor Franjić (2008.)
- "Ponos Ratkajevih" kao talijanski fašist (2008.)

### Sinkronizacija
- "Čovpas" (2025.)
- "Nerazdvojni" kao tata rakun i konj (2024.)
- "Cvrčak i Mravica" (2023.)
- "Lil, Lil, Krokodil" (2022.)
- "DC Liga Super-ljubimaca" kao Lex Luthor i Carl (2022.)
- "Malci 2: Kako je Gru postao Gru" kao prodavač sladoleda, sljedbenik #3, najavljivač Opake Šestorke i putnik (2022.)
- "Domaća ekipa" kao komentator #3 i reporter #6 (2022.)
- "Monstermania" kao Ramarilla Jackson, Rayburn Sr. i sudac Stokera (2021.)
- "Veliki crveni pas Clifford" kao Raul, Colin i reporter (2021.)
- "Psići u ophodnji: Film" kao tvrdi tip, Tony i Barney (2021.)
- "Obitelj Mitchell protiv strojeva" kao čovjek iz vodoskoka, prima Pal Max i glas na youtubeu "Deregulirajte tapiocu" (2021.)
- "Dan za Da" kao policajac Chang (2021.)
- "Tvornica snova" kao John (2021.)
- "Spužva Bob Skockani: Spužva u bijegu" kao Lemont, zombi #2, zombi #4, riba #1, Plavi Kralj, čovjek i vitez (2020.)
- "Mini heroji" kao Glavni Čuvar (2020.)
- "Scooby-Doo!" kao Scooby-Doo (2020.)
- "Ratovi zvijezda: Ratovi klonova" kao Mace Windu, Osi Sobeck, Divlji Opress, Lo-Taren, Dr. Zak Zaz, HELIOS-3E, J0-N0, Aang, Zinn Paulness (S3EP10), Chata Hyoki i Halsey (2020.)
- "Crvencipelica i 7 patuljaka" kao čarobno ogledalo Čarobnoslav (2020.)
- "Ekipa za 6 (serija)" kao Yama, Greg Jack i Robert Callaghan (2020.)
- "Muppet klinci" kao pas Ralf (2020.)
- "Zlatokosine zapetljane pustolovine" kao kralj Frederik (2020.)
- "Sonic: Super jež" (2020.)
- "Spin Fighters" (2020.)
- "Lavlja straža" kao hijena Đanđa, Hafifu, Hadithi i Kifaru (2020.)
- "Nova generacija" kao obožavatelj (2020.)
- "Klaus" kao Mogens (2020.)
- "Princeza Ema" kao konj (2019.)
- "Snježna kraljica 4: Zemlja zrcala" kao Arrog (2019.)
- "Elena od Avalora" kao Octavio, kralj Verago i kapetan Chiloya (2019.)
- "Špijunaža i kamuflaža" kao Marcyin agent #4, #5, #7, #9 i #11 (2019.)
- "Gospodarica zla 2" (2019.)
- "Aladin (2019.)" kao stražar (2019.)
- "Dumbo (2019.)" kao cirkuski stražar, konstruktor vlakova, publika i stražar električnog tornja (2019.)
- "Lego Film 2" (2019.)
- "Tabaluga" (2019.)
- "Kako izdresirati zmaja 3" (2019.)
- "Grinch" kao Bero, Tkogradski građanin, g. Štenić i Alexov otac (2018.)
- "Bijeli očnjak" kao seljak, William i vlasnik psa (2018.)
- "Rimski gladijatori" kao Chirone (2018.)
- "Nevjerojatna priča o divovskoj kruški" kao profesor Glukoza (2018.)
- "Tajni život mačaka" kao narančasti mačak (2018.)
- "Pčelica Maja: Medene igre" kao Von Pelud i Bertold (2018.)
- "Pazi se čarobnjaka" (2018.)
- "Ringe Ringe Raja" kao Peng (2018.)
- "Asterix: Tajna čarobnog napitka" kao Automatix (2018.)
- "Ralph ruši internet: Krš i lom 2" kao Koljač (2018.)
- "Spider-Man: Novi svijet" kao Nadgrobni, policajac #1 i J. Jonas Jameson (2018.)
- "Dugi iz kamenog doba" kao Gonad Gal, stražar brončanog doba, vozač auta, izrađivač alata i vikinški kapetan (2018.)
- "Vili Kočnica" kao tjelohranitelj (2018.)
- "Brzi Ozzy" kao Eddie, najavljivač reklame, sivi pas, smeđi pas i pseći stražar (2017.)
- "Vau vau zvijezda" kao najavljivač borbe (2017.)
- "Kako je Gru postao dobar" kao voditelj TV emisije, zaštitar #1, #7 i #4, Vincenzo, policijski zaštitar #2, zatvorenik i vojska (2017.)
- "Mali Bigfoot" kao stručnjak za blokade cesta, zaštitar i bijeli zec (2017.)
- "Majstor Mato" kao Tin, Drago Kosić (2017.)
- "Auti 3" kao Krešo Vodotrk (2017.)
- "Štrumpfovi: Skriveno selo" (2017.)
- "Lego Batman Film" kao Ledeni, policajac, TV voditelj, Flash/Barry Allen, lord Vampir, građanin, najavljivač, obožavatelj, reporter, zaštitar, Jaws, Drakula i Orka (2017.)
- "Pjevajte s nama 1" kao policijski jednorog, nilski konj, Hobbs i mrski vozač (2016.)
- "Film Angry Birds 1" (2016.)
- "Rock'n'roll škola" kao Hanz Glassmeier (2016.)
- "Kuća obitelji Glasnić" kao istrebljivač (2016.)
- "Rufus" kao gdin. Crni (2016.)
- "Zootropola" kao gdin. Mandras (2016.)
- "Sezona lova 4: Lud od straha" kao Shaw (2016.)
- "Sanjay i Craig" kao Marc Summers, Dolph Lundgren
- "Jan i pirati iz Nigdjezemske" kao Kapetan Flin i Djed Bones
- "Pustolovine hrabrog pjetlića" kao Don Alfonso (2015.)
- "Violetta" kao Herman Castillo (2015.)
- "Doktorica Pliško" kao Vitez Krešo (2015.)
- "Malci" kao spiker krimi šoua (2015.)
- "Henry Opasan" kao Carl Manchester/Trener Bix/Marko/Dogradonačelnik Willard (2015. – 2018.)
- "Thundermani" kao King Crab, Dark Mayhem (2015.)
- "Kod kuće" kao boov, velemoždani boov i čovjek (2015.)
- "Liar, Liar, Vampire" kao učitelj kave (2015.)
- "Kako izdresirati zmaja 2" kao viking (2014.)
- "Bijeg s planeta Zemlje" (2014.)
- "Jinxed" kao Mark Murphy (2013.)
- "Super špijunke" kao Jerry Lewis (2013.)
- "Avioni 1" (2013.)
- "Pipi Duga Čarapa: Pipi se ukrcava" (2012.)
- "Power Rangers Megaforce" kao pripovjedač
- "Svemogući Spiderman" kao Nick Fury
- "Spužva Bob Skockani" kao Kompa Mjehurić
- "Ninja kornjače" kao učitelj Splinter
- "Kung fu Panda: Legende o fenomentastičnom" kao Tebutai
- "Oliva noj" kao Olivin tata (2011.)
- "Bubble Guppies" kao gdin. Družbić
- "Victorious" kao Lane Alexander
- "iCarly" kao Ernie
- "Big Time Rush" kao Reginald Bitters
- "Pingvini s Madagaskara" kao Skipper
- "Čudnovili roditelji" kao gdin. Turner
- "Vragolasti Denis" kao Henry Mitchell i PeeBee
- "Priče s tavana" kao Medo (2011.)
- "Franklin" kao Franklinov otac i grizli (2008.)
- "Pčelin plan" kao Bellza i starješina #1 (2007.)

## Vanjske poveznice
- Boris Barberić u internetskoj bazi filmova IMDb-u (engl.)
- Stranica na TEATAR.HR